# Fortaleza de Santa Cruz da Barra
La Fortaleza de Santa Cruz da Barra es una edificación ubicada en el lado oriental de la desembocadura de la bahía de Guanabara, Brasil. En la actualidad se encuentra en el barrio de Jurujuba del municipio de Niterói, en el estado brasileño de Río de Janeiro.
Esta fortaleza, que cruzaba fuego con la fortaleza de São João y con el Fuerte Tamandaré da Laje, constituía la principal estructura defensiva de la entrada de la bahía y de la ciudad de Río de Janeiro durante los periodos colonial e imperial del país. Se encuentra dotada de guardias hasta la actualidad, atrayendo un promedio de 3,500 visitantes por mes  Actualmente es la sede de la División de Artillería de la 1° División del Ejército del Brasil.